# Pierre Cartier (Mathematiker)

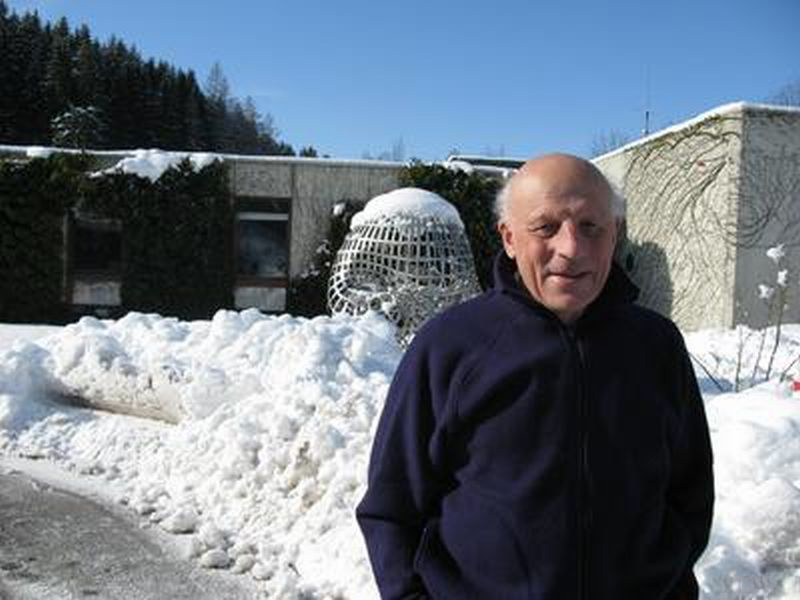
Pierre Cartier, Oberwolfach 2009

Pierre Emile Jean Cartier (* 10. Juni 1932 in Sedan, Ardennen; † 17. August 2024 in Marcoussis) war ein französischer Mathematiker. Sein Hauptinteresse galt der algebraischen Geometrie, der Darstellungs- und der Kategorientheorie.

## Biographie
Cartier wuchs in der kleinen Stadt Sedan in den Ardennen auf und ging dort und in Paris (Lycée Saint-Louis) zur Schule. Er war ab 1950 an der École normale supérieure (ENS), wo er zunächst Physik studieren wollte. Da die Lehre aber völlig veraltet war, wechselte er zur Mathematik, die er bei Laurent Schwartz und Henri Cartan hörte. 1951 machte er seinen Abschluss (Agrégé) in Mathematik und wurde noch im selben Jahr auf den sommerlichen Bourbaki-Kongress eingeladen. Bald darauf, 1955, wurde er offiziell Mitglied von Bourbaki, wo er 1983 nach Erreichen der Altersgrenze von 50 Jahren ausschied. Er war von 1954 bis 1957 Wissenschaftler des CNRS und arbeitete an seiner Promotion, die 1958 bei Henri Cartan erfolgte (Derivations et Deriveurs en Geometrie Algebrique).
Von 1957 bis 1959 war er am Institute for Advanced Study. Ab 1961 war er Professor an der Universität Straßburg (damals Faculté de Science). 1971 folgte er einem Ruf an das Institut des Hautes Études Scientifiques bei Paris. Gleichzeitig war er ab 1974 Forschungsdirektor des CNRS. 1982 wurde er Professor an der École polytechnique und 1988 an der ENS.
Pierre Cartier führte den Cartier-Operator ein und ist Namensgeber des Cartier-Divisors.
1970 war er Invited Speaker auf dem Internationalen Mathematikerkongress in Nizza (Groupes formels, fonctions automorphes et fonction zeta des courbes elliptiques). 1978 erhielt er den Prix Ampère der französischen Akademie der Wissenschaften. Er war Fellow der American Mathematical Society.
Im Séminaire Nicolas Bourbaki hielt er bis 2002 mit Abstand die meisten Vorträge (37).
Zu seinen Doktoranden zählen Guy Henniart und Marc Rosso.
Er war seit 1951 verheiratet und hatte eine Tochter.

## Schriften
- An introduction to Zeta Functions, in Michel Waldschmidt, Claude Itzykson, Jean-Marc Luck, Pierre Moussa (Hrsg.): Number Theory and Physics, Les Houches 1989, Springer 1992
- A mad day’s work: from Grothendieck to Connes and Kontsevich. The evolution of concepts of space and symmetry, Bulletin AMS, Band 38, 2001, S. 389–408, Online
- A primer on Hopf algebras, in Pierre Cartier u. a. Frontiers in Number Theory, Physics and Geometry, Band 2, Springer Verlag 2007
- Freedom in Mathematics, Springer India, 2016 (mit Cedric Villani, Jean Dhombres, Gerhard Heinzmann), ISBN 978-81-322-2786-1.
  - Französische Originalpublikation: Mathématiques en liberté. La Ville Brûle, Montreuil 2012, ISBN 978-2-36012-026-0.
- Pierre Cartier: Grothendieck et les motifs. IHES 2000 preprint, online hier: Pierre Cartier Prepublications.
- Pierre Cartier: Alexander Grothendieck. A country known only by name. Notices AMS, Band 62, 2015, Nr. 4, S. 373, PDF.
- Pierre Cartier: Ein Land, von dem man außer dem Namen nichts weiß: Grothendieck und „Motive“. e-enterprise, 2016.
- Pierre Cartier, Cedric Villani, Jean Dhombres, Gerhard Heinzmann: Conversation sur les mathématiques. La ville brule 2012, Flammarion 2019

## Auszeichnungen
- 1978 Ampère-Preis der Académie des sciences[5]